# Papat bizantí

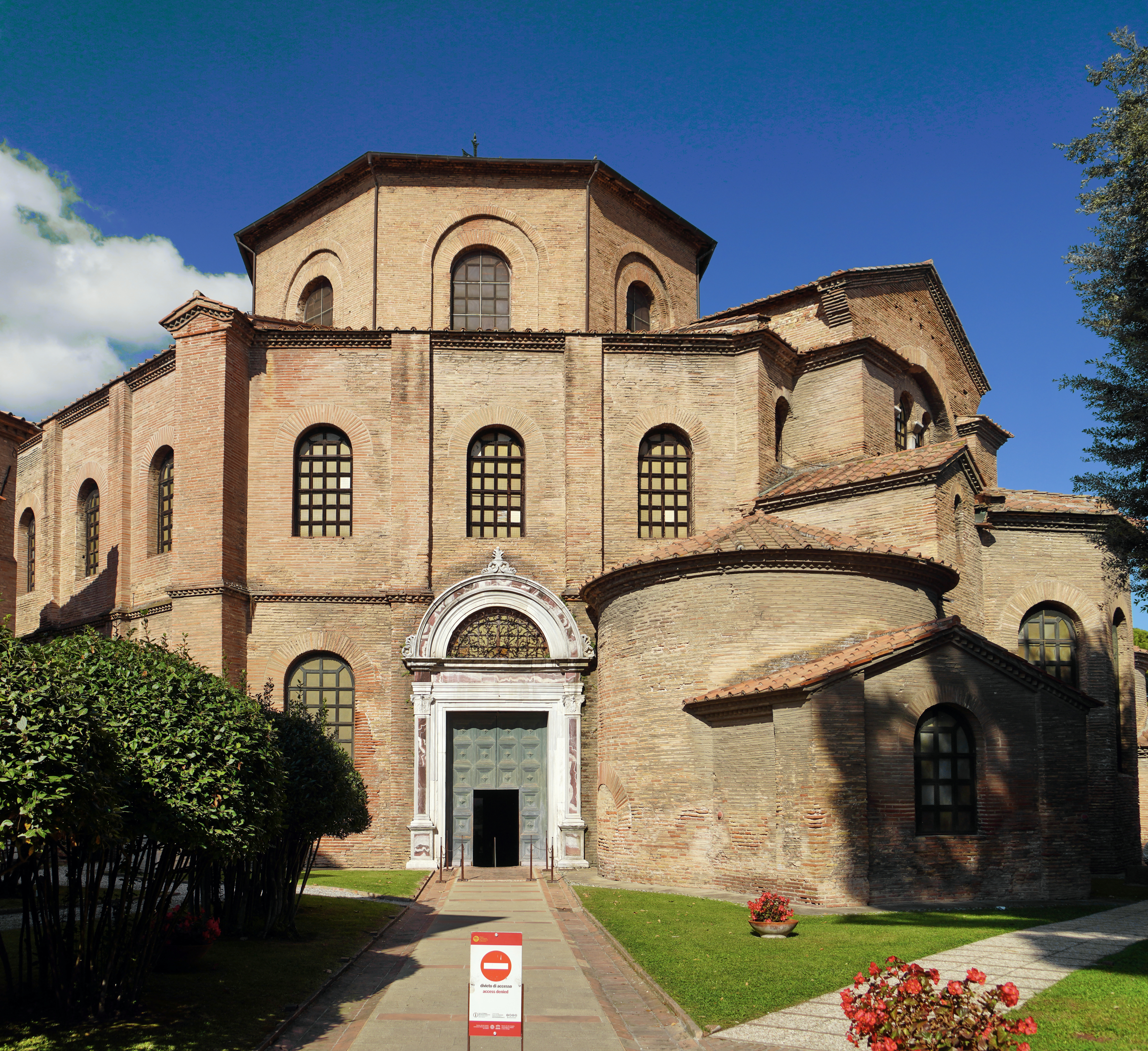
La Basílica de San Vitale a Ravenna combina elements occidentals i romans d'Orient.

El papat bizantí va ser un període de dominació romana d'Orient del papat romà del 537 al 752, quan els papes necessitaven l'aprovació de l'emperador romà d'Orient per a la consagració episcopal, i molts papes van ser triats d'entre els apocrisiari (enllaços del papa al emperador) o dels habitants de Grècia, Síria o Sicília, governats per romans d'Orient. Justinià I va conquistar la península italiana durant la guerra gòtica (535 - 554) i va nomenar els següents tres papes, una pràctica que els seus successors continuaria i posteriorment seria delegada a l'Exarcat de Ravenna.
Amb l'excepció del papa Martí I, durant aquest període cap papa va qüestionar l'autoritat de l'emperador romà d'Orient per confirmar l'elecció del bisbe de Roma abans que pogués produir-se la consagració; no obstant això, els conflictes teològics eren comuns entre el papa i l'emperador en qüestions com el monotelisme i la iconoclàstia.
Parlants grecs de Grècia, Síria i Sicília van substituir els membres dels poderosos nobles romans a la seu papal durant aquest període. Roma sota els papes grecs es va constituir un «gresol» de tradicions cristianes occidentals i orientals, reflectit tant en l'art com en la litúrgia.

## Història

### Orígens (534 - 638)

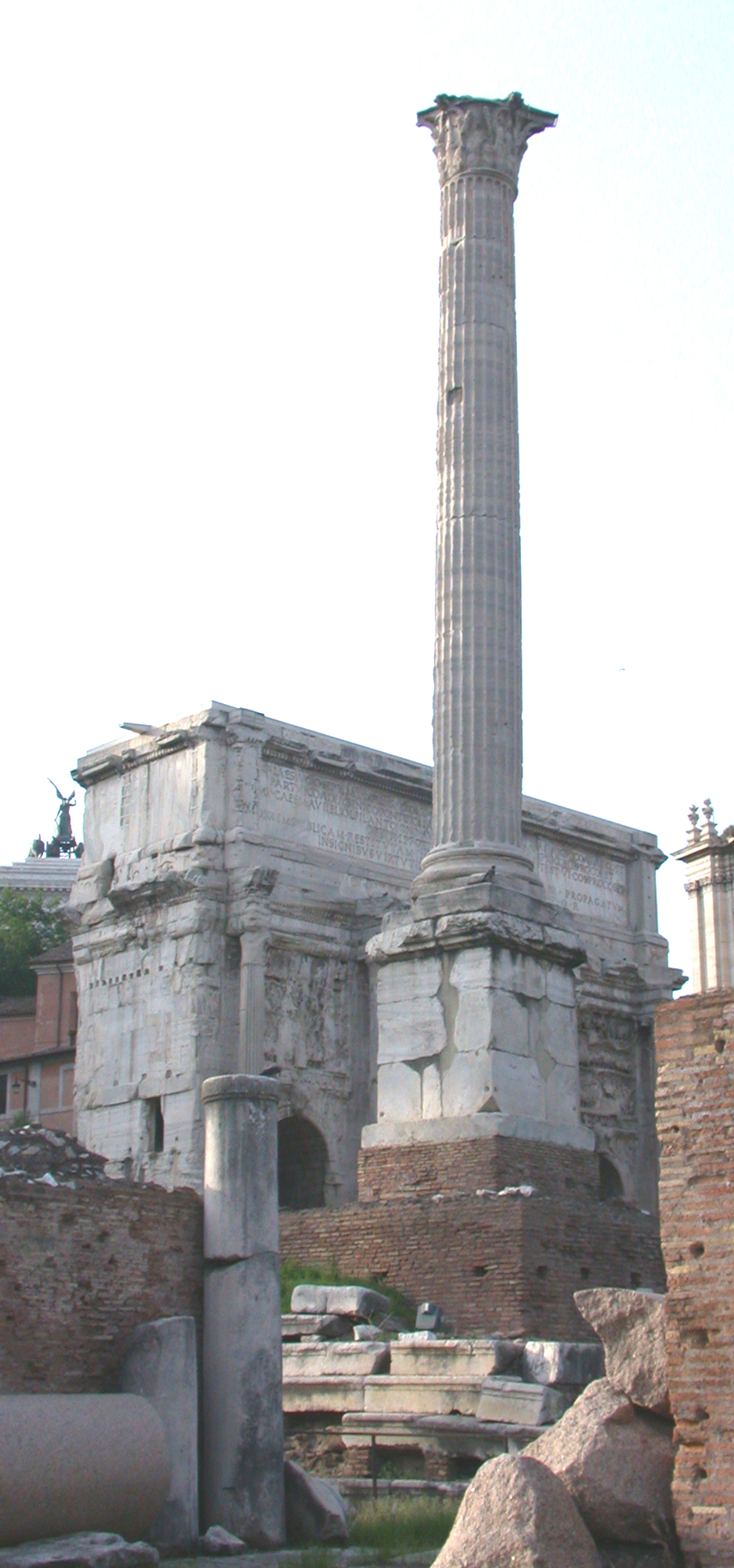
La Columna de Focas, l'únic monument públic existent erigit a la Roma del pels romans d'Orient

Després de la seva invasió a Itàlia, la guerra gòtica (535 - 554), l'emperador Justinià I va obligar el papa Silveri a abdicar i instal·là el papa Vigili, un antic apocrisiari a Constantinoble en el seu lloc; Justinià va nomenar el papa Pelagi I, amb només una «elecció falsa» per substituir Vigili; posteriorment, Justinià es va mostrar satisfet de limitar-se a l'aprovació del papa, tal com va fer amb el papa Joan III després de la seva elecció. Els successors de Justinià continuaran la pràctica durant més d'un segle.
Encara que les tropes romanes d'Orient que van capturar Itàlia s'anomenaven a si mateixes romanes, molts habitants de la ciutat tenien una profunda desconfiança vers els grecs i la influència hel·lènica més generalment. En poc temps, els ciutadans de Roma van demanar a Justinià que recordés a Narses (que va capturar Roma el 552), declarant que preferirien encara estar governats pels gots. El sentiment anti-romà d'Orient també es podia trobar a tota la península italiana i la recepció de la teologia grega als cercles llatins era més mixta.
El poder continu de nomenament de l'emperador romà d'Orient es pot veure a la llegenda del Papa Gregori I escrivint a Constantinoble, demanant-los que rebutgessin la seva elecció. El Papa Bonifaci III va emetre un decret que denunciava el suborn en les eleccions papals i prohibia la discussió de candidats durant tres dies després del funeral de l'anterior papa; a continuació, Bonifaci III va decretar que el clergat i els «fills de l'Església» (és a dir, laics nobles) es reunissin per elegir un successor, votant cadascun segons la seva consciència. Aquest va frenar el faccionisme per a les quatre successions següents, resultant en eleccions ràpides i en l'aprovació imperial.
El prestigi de Gregori I va assegurar una incorporació gradual de la influència oriental, que conservava el caràcter distintiu de l'església romana; els dos successors de Gregori van ser escollits entre els seus antics apocrisiari a Constantinoble, en un esforç per obtenir el favor de Focas, la reivindicació controvertida al tron que Gregori havia «endollat» amb entusiasme. El Papa Bonifaci III molt probablement era d'extracció grega, convertint-se en l'«oriental del tron papal» el 607 (molts autors consideren incorrectament el papa Teodor I, que va regnar entre el 642 i el 649, com el primer papa oriental del papat romà d'Orient). Bonifaci III va ser capaç d'obtenir una proclama imperial declarant Roma «el cap de totes les esglésies» (reafirmant Justinià I de nomenar el Papa «el primer entre tots els sacerdots»), un decret amb el qual Focas volia tant humiliar el Patriarca de Constantinoble com exaltar el papa.
Foques va tenir una estàtua daurada d'ell mateix construïda sobre una columna monumental en el fòrum romà només tres setmanes després de la consagració de Bonifaci III, i el 609 per iussio va autoritzar la conversió del Panteó en una església cristiana, el primer temple romà pagà tan reconvertit. El propi Bonifaci III va intentar superar els esforços de Phoques per cristianitzar el lloc, recollint vint-i-quatre càrregues d'ossos de màrtirs de les catacumbes de Roma per consagrar-se al temple. Un sínode 610 va dictaminar que els monjos podien ser membres plenes del clergat, una decisió que augmentaria massivament les hordes de monjos grecs a punt de fugir a Roma quan els eslaus van conquistar gran part de la costa dels Balcans. En aquest moment Salona (Dalmàcia), Prima Justiniana a Il·líria, a la Grècia peninsular, el Peloponès i Creta estaven sota la jurisdicció eclesiàstica de Roma i Constantinoble era un dels "últims llocs als quals es podia refugiar a principis del setè segle".
Una altra onada de refugiats monàstics, que va portar amb ells diverses controvèrsies cristològiques, va arribar a Roma a mesura que l'imperi Sassànida va assolar les possessions romanes d'Orient orientals. Les següents conquestes musulmanes del segle vii, en efecte, van revertir la "allau d'ascetes cap a l'Est" i la "fugida de cervells d'emigracions d'ascetes a Terra Santa" que van seguir les invasions gòtiques de 408 a 410. Encara que els monjos immigrats eren relativament petits, la seva influència era immensa:
"Enmig d'una atmosfera que els va donar una càlida benvinguda, la petita força de monjos i clergues que van venir a Roma en aquest moment podria combinar el seu zel per Calcedònia, la seva visió intel·lectual i l'aprenentatge superior, i l'autoritat espiritual de l'església romana i del papat per mobilitzar-se. la batalla i guanyar la guerra contra l'última de les grans controvèrsies cristològiques per afrontar l'Església".

### Conflicte del monotelisme (638 - 654)

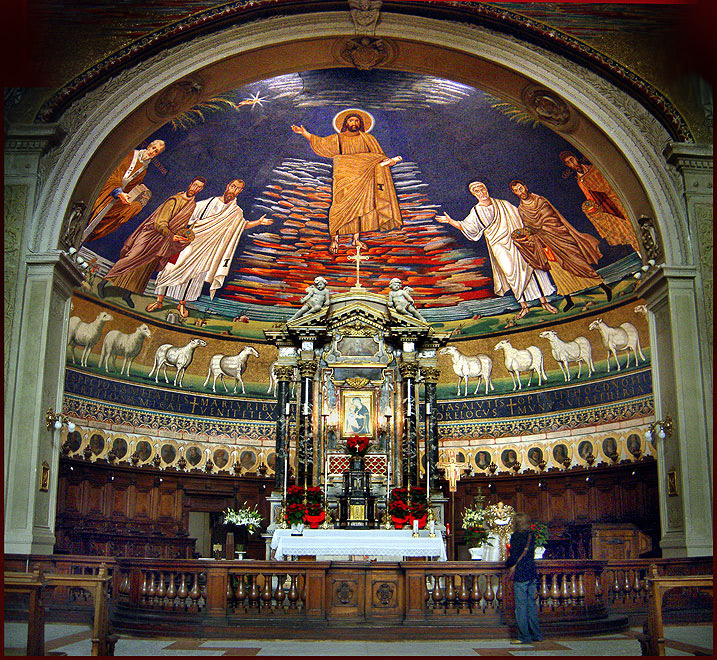
L'absis de Santi Cosma i Damiano, encarregat per Sant Sergi I, representa a Crist com un anyell, una pràctica prohibida pel Concili Quintisext.

Es va considerar obligatori que un papa elegit demanés la confirmació del seu nomenament de Constantinoble abans de la seva consagració, sovint provocant retards molt llargs (Sabinià: 6 mesos; Bonifaci III: 1 any; Bonifaci IV: 10 mesos; Bonifaci V: 13; mesos), a causa de la dificultat dels viatges, la burocràcia romana d'Orient i els capricis dels emperadors. Les disputes eren sovint teològiques; per exemple, Severí no va ser consagrat durant 20 mesos després de la seva elecció a causa de la seva negativa a acceptar el monotelisme, morint només uns mesos després que finalment va rebre el permís per ser consagrat en 640. Quan el papa grec Teodor va intentar excomunicar els dos patriarques de Constantinoble `per donar suport al monotelitisme, les tropes imperials van saquejar la tresoreria papal del Palau del Laterà, van arrestar i van exiliar l'aristocràcia papal a la cort imperial i van profanar l'altar de la residència papal a Constantinoble.
Teodor era grecopalestí, fill del bisbe de Jerusalem, escollit per la seva capacitat de combatre diverses heretgies procedents d'Orient en la seva llengua materna. Com a conseqüència de la capacitat de Teodor de debatre els seus adversaris en la seva pròpia llengua, «el papat mai no patiria el tipus de vergonya que havia resultat de la negligència lingüística d'Honori». Teodor va prendre la mesura gairebé sense precedents de nomenar Esteve de Dor com a vicari apostòlic de Palestina, amb la intenció de deposar els bisbes monotelistes successors de Sergi de Joppa. La deposició de Teodor del patriarca Pirro va assegurar que "Roma i Constantinoble estaven ara en cisma i en guerra oberta" sobre la cristologia que caracteritzaria l'imperi cristià. Un papa grec que va excomunicar al patriarca va demostrar, sens dubte, un "espectacle angoixant" per als emperadors amb la intenció de restaurar la unitat religiosa. L'atreviment de Teodor provava que:
"el fort corrent de la rancor romana contra un ús tan intens de la força imperial que emanava de Ravena des que l'incident de Maurikios […] va acceptar amb entusiasme l'autoritat política imperial exercida amb tanta brutalitat era sensiblement decebuda".

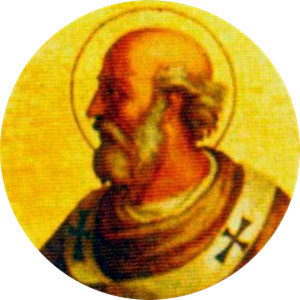
El papa Martí I va ser segrestat per Constant II i va morir a l'exili.

El successor de Teodor, el papa Martí I, va insistir a ser consagrat immediatament sense esperar l'aprovació imperial, i va ser (després d'un retard degut a la revolta d'Olimp, l'exarca de Ravenna) segrestat per les tropes imperials a Constantinoble, trobat culpable de traïció i exiliat a Crimea, on va morir el 655. Encara que el principal delicte de Martí I va ser la promoció del Concili del Laterà de 649, el propi concili era un "assumpte manifestament romà d'Orient" en virtut dels seus participants i influències doctrinals (sobretot la seva dependència sobre la florilegia). L'estatus de concili ecumènic no es va reconèixer, de moment, es va consolidar la idea que la convocatòria dels concilis ecumènics era una prerrogativa imperial. Within En el termini de quatre anys després de l'ajornament del concili, Martí I i Màxim el Confessor van ser arrestats i jutjats a Constantinoble per "transgredir els Typos".
D'acord amb Eamon Duffy, "un dels pitjors elements en el sofriment de Martí va ser el coneixement que quan vivia l'Església romana s'havia inclinat a les ordres imperials, i havia triat un nou Papa", el Papa Eugeni I. Segons Ekonomou, "els romans estaven tan preparats per oblidar-se del papa Martí com Constans II es va sentir alleujat de veure-ho traslladat a la remota costa nord del Mar Negre". Trenta anys més tard, el Sisè Concili Ecumènic reivindicaria la condemna del concili sobre el monotelisme, però no abans que el sínode "introduís el període de l'intermezzo grec de Roma.

### Reconciliació (654 - 678)
Els habitants d'orient i occident havien "cansat de les dècades de guerres religioses", i l'arrest de Martí I va fer molt per dissipar la "febre religiosa dels súbdits italians de l'imperi". L'acostament a l'imperi va ser vist com a crític per combatre la creixent amenaça llombarda i àrab i, per tant, cap papa "es va referir de nou a Martín I" durant setanta-cinc anys. Encara que la inquietud romana d'elegir un successor mentre Martí I vivia i el desig romà d'Orient de castigar Roma pel concili va causar la vacant immediata que s'estengué durant catorze mesos, els propers set papes eren més agradables a Constantinoble i van ser aprovats sense demora, però el Papa Benet II es va impulsar a esperar un any el 684, després l'emperador va consentir delegar l'aprovació a l'exarca de Ravenna. L'exarca, que, invariablement, era un grec de la cort de Constantinoble, tenia el poder d'aprovar la consagració papal des de l'època d'Honori I. [29]
L'emperador Constant II, segrestador de Martín I, va residir a Roma durant un període durant el regnat del Papa Vitalià. El mateix Vitalià era possiblement d'extracció oriental i, sens dubte, va nomenar grecs a importants càrrecs, incloent a Teodor de Tars com a arquebisbe de Canterbury. S'ha parlat molt dels motius de Constanç II: potser per traslladar la capital imperial a Roma o per reconquistar grans extensions de territori en el model de Justinià I, però probablement només pretenia aconseguir victòries militars limitades contra els eslaus, els llombards, i els àrabs. Vitalià va acumular honors i cerimònies de Constanç II (incloent una visita a la tomba de Sant Pere), fins i tot mentre els obrers de Constanç II treien el bronze dels monuments de la ciutat per ser fossos i portats a Constantinoble amb l'emperador quan va partir. No obstant això, tant Vitalià com Constanç II haurien confiat en la seva sortida que la relació política i religiosa entre Roma i Constantinoble es va estabilitzar de manera efectiva, deixant a Constanç II lliure de concentrar les seves forces contra els àrabs. Després de l'assassinat de Constanç II a Sicília per Mecenci, Vitalià es va negar a donar suport a la usurpació del tron de Mecenci, obtenint el favor del fill i successor de Constant II, Constantí IV.
Constantí IV va retornar el favor negant-se a donar suport al nom de Vitalià des dels díptics de les esglésies romanes d'Orient i privar a Ravenna d'estatus autocefàlic, retornant-la a la jurisdicció papal. Constantí IV va abandonar la política del monotelisme i va convocar el Tercer Concili de Constantinoble en 680, al qual el papa Agató va enviar un representant. El concili va tornar al Credo de Calcedònia, condemnant al papa Honori i en els altres defensors del monotel·lisme. Durant els deu anys següents, la reconciliació va augmentar el poder del papat: l'església de Ravenna va abandonar la seva pretensió d'estatus independent (anteriorment recolzat per Constanç II), la fiscalitat imperial es va reduir i el dret de confirmació papal va ser delegada de Constantinoble a l'exarca de Ravenna. Va ser durant aquest període que el Papa va començar a "pensar en l'Església Universal no com a suma de les esglésies individuals com va fer l'Est, sinó també com a sinònim de l'Església romana".

### Els papes grecs (678 - 752)

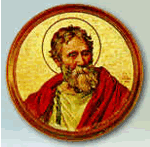
El papa Agató i deu dels seus propers dotze successors van ser culturalment d'extracció grega.

El papa Agató, un sicilià grec, va començar «una successió gairebé ininterrompuda de pontífexs orientals que abasten els tres quarts de segle següents». El Tercer Concili de Constantinoble i els papes grecs van introduir "una nova era en les relacions entre les parts orientals i occidentals de l'imperi". Durant el pontificat del papa Benet II (684 - 685), Constantí IV va renunciar al requisit d'aprovació imperial per a la consagració com a papa, reconeixent el canvi de mar en la demografia de la ciutat i el seu clergat.]El successor de Benet II, Joan V, va ser triat "per la població general", tornant a la "pràctica antiga". Els deu successors grecs d'Agató eren probablement el resultat previst de la concessió de Constantí IV. Les morts del papa Joan V i (encara més) del papa Conó van resultar en eleccions disputades, però després de Sant Sergi I la resta de les eleccions sota el domini romà d'Orient van quedar sense problemes greus.
Durant el pontificat de Joan V (684 - 685), l'emperador va disminuir substancialment la càrrega fiscal dels patrimonis papals a Sicília i Calàbria, eliminant també la sobretaxa sobre els cereals i altres impostos imperials. Justinià II durant el regnat de Conó també va reduir els impostos sobre els patrimonis de Brútium i de Lucània, alliberant a aquells que van ingressar a l'exèrcit com a garantia d'aquests pagaments. Els papes d'aquest període van reconèixer explícitament la sobirania imperial sobre Roma i, de vegades, van correspondre la seva correspondència personal en els anys de govern de l'emperador romà d'Orient. No obstant això, aquesta unitat política tampoc no es va estendre a qüestions teològiques i doctrinals.

#### Disputa del Concili Quintisext

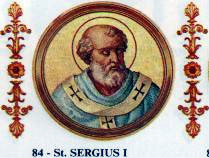
Sant Sergi I es va negar a aprovar els cànons del Concili Quintisext, cosa que va provocar que Justinià II ordenés la seva detenció.

Els primers actes de Justinià II van aparèixer per prosseguir l'avaluació iniciada per Constans II i Constantí IV. No obstant això, la reconciliació va durar poc temps, i Justinià II va convocar el Concili Quintisext (692, desatès pels prelats occidentals) que es va establir sobre una varietat de decrets "calculats per ofendre els occidentals", dels quals els cànons van ser enviats a Sant Sergi I (al càrrec entre 687-701) per a la seva signatura; Sergi es va negar i va rebutjar obertament les noves lleis. El punt clau de la controvèrsia va ser la regulació dels cànons trullans, que, encara que principalment dirigits a lapsos orientals, estaven en conflicte amb les pràctiques existents a Occident. Sergi s'hauria oposat a l'aprovació de tots els vuitanta-cinc cànons apostòlics (en lloc de només els primers cinquanta), diverses liberalitzacions de la qüestió del celibat clerical, diverses prohibicions de la sang com a aliment i la representació de Crist com un anyell.
Justinià II va enviar per primera vegada un magistrat a detenir a Joan de Portus i un altre conseller papal com a advertiment, i després va enviar al seu famós protoespatari Zacaries a arrestar el propi papa. Justinià II va intentar apoderar-se de Sergi I com el seu predecessor havia fet amb Martí I, subestimant el ressentiment contra l'autoritat imperial entre els que eren al poder a Itàlia, i les tropes d'origen italià de Ravenna i el Ducat de la Pentàpolis es van amotinar a favor de Sergi I a la seva arribada a Roma. Poc després, Justinià II va ser deposat per un cop (695). No obstant això, les tretze revoltes a Itàlia i Sicília que van precedir la caiguda de l'exarcat el 751 eren uniformement "de caràcter imperial" en la mesura que encara contenien "lleialtat a l'ideal de l'Imperi Romà cristià" i no contenien ambicions nacionalistes per a la península italiana. De fet, en lloc de capitalitzar cap sentiment anti-romà d'Orient a Itàlia, Sergi mateix jo va intentar sofrir tota la controvèrsia.
El 705, el restaurat Justinià II va intentar comprometre's amb el Papa Joan VII (al càrrec 705-707) demanant-li que enumerés els cànons específics del Concili que trobava problemàtics i confirmés la resta; no obstant això, Joan VII no va fer cap moviment. El 710, Justinià II va ordenar al papa Constantí I (en el càrrec 708-715) que aparegués a Constantinoble per mandat imperial. El papa Constantí, sirià, va partir de Constantinoble en 710 amb tretze clergues, onze d'ells orientals. Constantí es trobà a Nàpols amb l'exarca Joan III Rizocop, que anava a Roma on executaria a quatre alts càrrecs papals que es van negar a acompanyar el papa. Mentre que el rebuig de Roma dels cànons trullans va romandre, la visita va curar en gran manera la bretxa entre el papa i l'emperador.
El grec va ser l'idioma preferit durant aquest període, ja que els incansables orientals van augmentar a través de les files del clergat. Segons Ekonomou, entre 701 i 750, "els grecs van superar els llatins en una proporció de gairebé tres i mig a un". Any Qualsevol buit de poder es va omplir ràpidament des de Roma: per exemple, el papa Gregori II va ajudar l'exarcat de Ravenna el 729 ajudant a aixafar la rebel·lió de Tiberio Petasius, i el papa Zacaries el 743 i 749 va negociar la retirada dels longobards des del territori imperial.

#### La disputa de la iconoclàstia

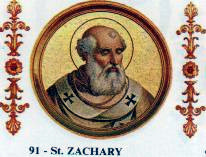
El Papa Zacaries va ser el darrer papa d'extracció grega i el darrer en demanar la confirmació imperial per a la seva elecció.

Els papes de la primera meitat del segle viii van percebre Constantinoble com una font d'autoritat legitimadora i, en la pràctica, «van pagar de bon grat» per continuar rebent la confirmació imperial, però l'autoritat romana d'Orient va desaparèixer de tot Itàlia (a excepció de Sicília) a mesura que els emperadors estaven cada cop més pressionats per les conquestes musulmanes. Segons Ekonomou:
«Com tots els pontífexs romans que havien vingut abans, Zacaries es considerava un servent lleial del imperium Romanum Christianum i un subjecte obedient de l'emperador que ocupava el tron de Constantinoble. L'imperi era, al capdavall, la imatge terrestre del regne dels cels. Era un àmbit sagrat del qual Roma i el papat eren components integrants. Representava la cultura i la civilització. Va ser la cadena irrefragable que va connectar el present amb el passat clàssic i va donar a la seva estimada Roma l'aura de l'eternitat. Sobretot, va ser l'imperi que va custodiar i va protegir la Santa Església Catòlica i Apostòlica. L'emperador era el representant elegit per Déu a la Terra. Va mantenir l'imperi en nom de Crist, instrument de la qual era i de qui derivava el seu poder i autoritat. Criticar l'emperador era un sacrilegi; no aconseguir obeir i pregar per ell, si era bo o dolent, impietat impensable.»
Malgrat que l'antagonisme sobre la despesa de la dominació romana d'Orient havia persistit durant molt de temps a Itàlia, la ruptura política es va posar en marxa a gran escala el 726 per la iconoclàstia de l'emperador Lleó III el Isaurian. L'exarca va ser linxat en intentar fer complir l'edicte iconoclasta i el papa Gregori II va veure la iconoclàstia com la darrera d'una sèrie d'heretgies imperials. El 731, el seu successor, el papa Gregori III va organitzar un sínode a Roma (assistit per l'arquebisbe de Ravenna), que va declarar l'iconoclàstia punible amb l'excomunió. Quan l'exarca va donar sis columnes d'ònix a l'ermita de Sant Pere, gràcies a l'ajuda del papa en la seva expulsió dels llombards, Gregori III va tenir el material dissenyat en icones.

### Pausa final
Lleó III va respondre el 732/33 confiscant tots el patrimoni papal del sud d'Itàlia i Sicília, constituint junts la majoria dels ingressos papals en aquell moment. Va retirar encara més els bisbats de Tessalònica, Corint, Siracusa, Reggio, Nicòpolis, Atenes i Patras de la jurisdicció papal, i els va sotmetre al patriarca de Constantinoble. Això va ser en realitat un acte de triaje: va reforçar l'adherència imperial a l'imperi del sud, però tot just va garantir la destrucció eventual de l'exarcat de Ravenna, que finalment es va produir a les mans dels llombards el 751. En efecte, el pontificat havia estat "expulsat de l'imperi". El papa Zacaries I, el 741, va ser l'últim papa a anunciar la seva elecció a un governant romà d'Orient o va sol·licitar la seva aprovació.

## Relacions posteriors
Al cap de 50 anys (Nadal del 800), el papat va reconèixer a Carlemany com a Sacre Emperador Romà. Això es pot considerar simbòlic del papat que es desvia de la decadència de l'Imperi Romà d'Orient cap al nou poder de la França carolíngia. L'Imperi Romà d'Orient va patir una sèrie de contratemps militars durant aquest període, pràcticament perdent el seu control a Itàlia. En el moment de la visita de Liutprand de Cremona a finals del segle x a Constantinoble, malgrat la recuperació de l'imperi sota Romà I Lecapè i Constantí VI Porfirogènit, les relacions entre el papat i l'imperi eren molt tenses. Efectivament, assenyala que la ràbia del servei civil romà d'Orient a l'emperador el Papa li va dirigir com a "emperador dels grecs" en oposició a la dels romans.

## Papes del període romà d'Orient
El papat bizantí està compost pels següents papes. Dels tretze papes de 678 a 752, només Benet II i Gregori II eren natius romans; tota la resta era de parla grega, de Grècia, Síria o la Sicília romana d'Orient. Molts papes d'aquest període havien servit anteriorment com apocrisiaris papals (equivalent al nunci modern) a Constantinoble. La sèrie de papes de Joan V a Zacaries (685 - 752) es coneix com a "captivitat romana d'orient", ja que només un papa d'aquest període, Gregori II, no era d'extracció "oriental".

## Llegat

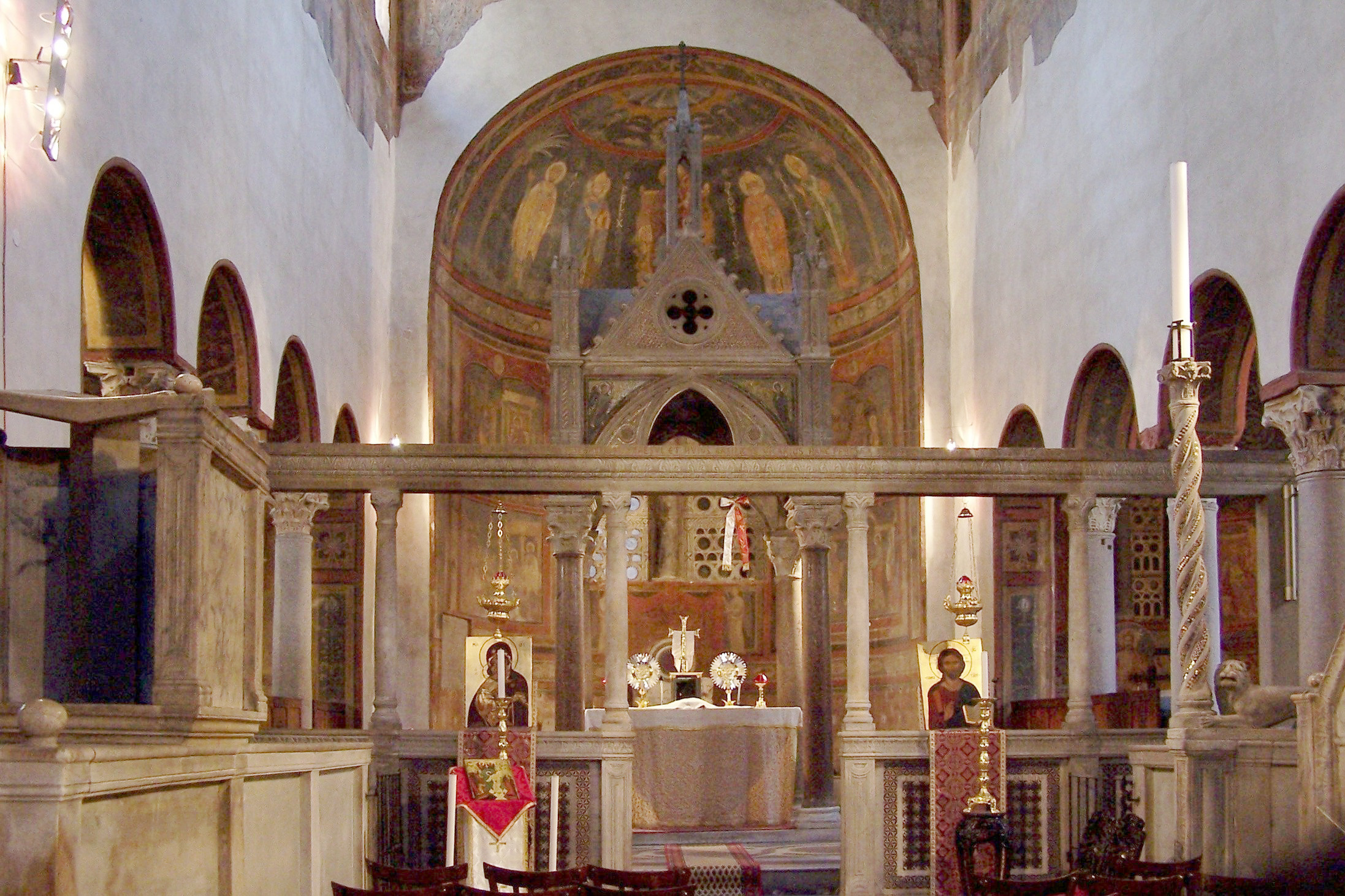
L'interior de Santa Maria in Cosmedin, amb influència romana d'Orient

Segons Duffy, a finals del segle vii, «els grecoparlants van dominar la cultura clerical de Roma, proporcionant el seu cervell teològic, el seu talent administratiu i gran part de la seva cultura visual, musical i litúrgica». Ekonomou argumenta que «després de quatre dècades de domini romà d'Orient, l'Orient s'insinuava inexorablement a la ciutat del Tíber. Fins i tot Gregori sucumbiria, potser sense saber-ho, al "lux orientis" […] una vegada que els vincles polítics havien estat reformats, tant Roma com el papat començaran a experimentar-se ràpidament, fins i tot abans de la fi del segle vi, que també va acabar la seva influència en altres formes». Ekonomou considera que la influència romana d'Orient és més orgànica que "un programa intencional o sistemàtic" per part dels emperadors o exarques, que es van centrar més en el control polític i en la fiscalitat que en la influència cultural.

### Demogràfic i monàstic
La schola Graeca (també anomenada ripa Graeca o "banc grec") fa referència al segment del banc del Tíber "fortament poblat per orientals, inclosos grecs, sirians i egipcis". El barri romà d'Orient es va convertir ràpidament en el centre econòmic de la Roma imperial durant aquest període (marcat per Santa Maria in Cosmedin, un nom també donat a les esglésies romanes d'Orient fundades a Ravenna i Nàpols). La porció de l'Aventí que domina aquest barri es va conèixer com l'ad Balcernas o Blachernas, pel districte de Constantinoble. Aquesta regió va ser anomenada posteriorment el piccolo Aventino una vegada que es va convertir en un "barri grecoriental " després de successives onades de monjos sabaïtes.
Els immigrants romans d'Orient a Roma van incloure comerciants de territoris romans d'Orient com Síria i Egipte. Els refugiats de les persecucions vàndales al nord d'Àfrica i el cisma Laurentià es van acumular en nombre significatiu a principis del segle VI; un fenomen semblant es va produir amb els habitants dels territoris orientals després reconquistats pels romans d'Orient. Els grecs representaven gairebé tota la comunitat mèdica de Roma i es va establir una escola de medicina grega durant aquest temps. La majoria dels habitants grecs de Roma durant aquest període, però, haurien estat membres de comunitats religioses monàstiques, encara que és qüestionable si es van establir monestirs exclusivament grecs. However No obstant això, per 678, hi havia quatre monestirs romans d'Orient: San Saba, Domus Ariscia, SS. Andreas i Lucia i Aquas Salvias. Constantí IV al·ludeix a aquests quatre monestirs en una carta al Papa Donus ; Ekonomou suggereix que hi havia almenys dos monestirs romans d'Orient a Roma: el Boetiana i Sant Erasmus al turó Caelià Els monàstics grecs van portar amb ells (a finals del segle vii) la institució de la monasteria diaconia, dedicant-se a servir als indigents de la ciutat.
A finals del segle vi, els orientals continuaven sent una minoria dins del clergat romà, encara que sens dubte es van admetre en ell (segons els noms que subscriuen els procediments sinòdics). Encara que constituïen menys d'un u per cent de la jerarquia a principis del segle vii, el percentatge dels orientals era més gran per al sacerdoci. En canvi, un sínode celebrat el 679 convocat per Agató era predominantment oriental (més de la meitat dels bisbes i dos terços dels sacerdots). Aquests monàstics «van portar amb ells de l'Est un llegat ininterromput d'aprenentatge que, tot i que es va destruir gairebé fora de reconeixement a Occident, Bizanci s'havia conservat en una forma gairebé intacta des dels temps antics».
Els no-monjos també van emigrar a Roma, com es pot observar en la popularitat de noms com Sisinnes, Georgios, Thalassios i Sergius (i, en menor mesura, Gregorios, Ioannes, Paschalis, Stephanos i Theodoros). Ekonomou Ekonomou cita l'aparició d'aquests noms, juntament amb la desaparició de Probus, Fausto, Venantius i Importunus com a evidència de la "transformació radical en la composició ètnica de la ciutat".

### Econòmic
Els comerciants romans d'Orient van arribar a dominar la vida econòmica de Roma. Roman El ressentiment romà contra aquesta realitat va culminar amb l'emperador Valentinià III expulsant a tots els "comerciants grecs" de la ciutat en 440, un fet que es va veure obligat a invertir després d'una fam. Les persones de totes les parts de l'Imperi Romà d'Orient van poder seguir les rutes comercials tradicionals a Roma, fent de la ciutat veritablement "cosmopolita" en la seva composició.

### Arquitectònic
Els parlants de llengua grega també es van fer comuns a Roma en aquest moment, concentrats al voltant d'un anell d'esglésies al turó Palatí, dedicat als sants orientals: Cosme i Damià, Sergs i Bacus, Adrià, Quiricius i Giulitta, i Cir i Joan.
La influència grega es va concentrar també a la diaconia al llarg del Tíber, un barri romà d'Orient emergent de la ciutat, i les esglésies de San Giorgio in Velabro i Santa Maria in Cosmedin. Segons Duffy,
«Fins i tot les tradicions autòctones de l'art religiós romà es transformaren ara per la influència oriental, el realisme monumental de l'estil romà, representat a l'absis de SS Cosme i Damià, sent substituït pel delicat formalisme de les pintures de Santa Maria Antiqua, o la Icona de la Mare de Déu d'estil romà d'Orient ara a l'església de Santa Francesca Romana. El culte a la pròpia església romana estava sent transformat per la influència oriental.»
Santa Maria in Cosmedin va rebre els monjos grecs que fugien de la persecució iconoclasta i es va construir sobre un pla grec amb tres absis i una barrera templon, introduïda a Occident en aquest període.

### Literari i musical
Roma va experimentar una "curta eflorescència cultural" a principis del segle vi com a resultat de la traducció de les obres gregues, "tant sagrades com profanes", al llatí, amb el sorgiment d'una classe intel·lectual fluïda en ambdues llengües. Atès que l'educació clàssica tradicional a Roma havia disminuït "gairebé fins a l'extinció", fins i tot els erudits llatins que eren erudits no podien llegir aquestes obres en el seu grec original i es van veure obligats a confiar en la traducció. Molts d'aquests textos van aparèixer a la biblioteca papal, establerta pel papa Agapit I cap al 535 (traslladada pel futur papa Gregori I al seu monestir al turó Caelià i més tard al Laterà). La biblioteca papal contenia només uns pocs textos l'any 600, però es vanagloriava de tenir prestatges de còdex (principalment en grec) el 650. A més, el personal de la cancelleria papal era completament bilingüe a mitjans de segle, amb el seu aparell administratiu dirigit per grecs. Fins fa poc, els estudiosos creien que els textos papals estaven escrits en llatí i després es traduïen al grec; no obstant això, les proves relatives al procediment del Concili del Laterà de 649 revelen exactament el contrari.
Malgrat la conquesta, el declivi del coneixement de la llengua grega va continuar gairebé sense control, i els traductors van romandre escassos durant tot el papat de Gregori I. Només a finals del segle vi, el coneixement de la llengua grega (i el corresponent subministrament de textos grecs) experimentava una "vitalitat lleugerament augmentada". Per contra, el coneixement del llatí a Constantinoble era "no només rar, sinó també "un complert anacronisme".
El Papa Vitalià (657 - 672) va establir una Schola cantorum per preparar cantaires cerimonials, que era gairebé totalment "a la imitació del seu model romà d'Orient". Vitalià també va introduir la celebració de les vespres de Pasqua i el baptisme a l'Epifania, ambdues tradicions originàries de Constantinoble. La "bizanització litúrgica" impulsada per Vitalia seria continuada pels seus successors. No obstant això, la llengua llatina va fer un ressorgiment litúrgic, substituint oficialment el grec, entre els anys 660 i 682; el grec va tornar a ressorgir durant el papat del Papa Agató i dels seus successors.
A principis del segle viii, les litúrgies bilingües eren quelcom comú, amb la precedència grega. Així, els costums literaris grecs van arribar al conjunt del calendari litúrgic, particularment als ritus papals. Aquest període va establir les bases per a la mariologia occidental, construïda de prop després del culte de la Theotokos ("Mare de Déu") a l'Orient, on Maria era considerada la protectora especial de Constantinoble.

### Organitzatiu
Moltes de les característiques de la cort papal es van originar durant aquest període, basades en rituals semblants a la cort romana d'Orient. Per exemple, el càrrec papal del vestararius imitava els protovestiaris de la cort romana d'Orient, ambdós responsables de la gestió de les finances i del vestuari.

### Teològic

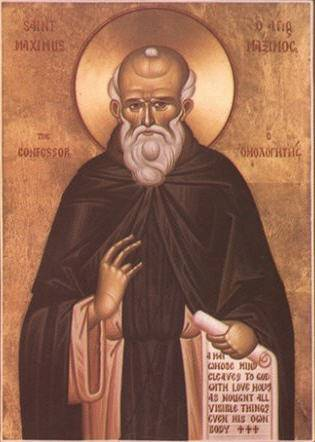
Màxim el Confessor

Durant aquest període, la cristiandat occidental "va absorbir els costums i pràctiques litúrgiques de Constantinoble en les seves formes de culte i intercessió". Màxim el Confessor, que va ser portat sota una forta guàrdia imperial de Roma a Constantinoble el 654, tipifica el desenvolupament teològic del monasticisme oriental a Roma davant dels conflictes amb els emperadors romans d'Orient. Màxim i el seu futur company greco-palestí, el papa Teodor I, van dirigir un sínode a Roma de bisbes predominantment llatins que van impedir els esforços imperials per imposar la unitat doctrinal (i així acabar amb la lluita domèstica que va ajudar molt a l'avanç persa) sobre el tema del monotitisme.
Com a resultat d'aquesta floració teològica, «per primera vegada en més d'un segle, l'església de Roma estaria en condicions de debatre problemes teològics amb Bizanci des d'una posició d'igualtat tant en matèria intel·lectual com en forma retòrica». No obstant això, "la ironia era que Roma experimentés la seva revitalització no basant-se en els seus propis recursos miserables, sinó a través de la col·laboració d'un papa grecopalestí i d'un monjo de Constantinoble que emprava un estil de discurs teològic de tradició purament oriental. "
Ja en el papat de Gregori I, les esglésies d'Itàlia i de Sicília van començar "a seguir cada vegada més les formes rituals orientals", que ell mateix va intentar combatre i modificar. Per exemple, les esglésies romanes van adoptar la pràctica de dir Allelueia a la missa, excepte durant els cinquanta dies entre Pasqua de Resurrecció i Pentecosta; en una carta, Gregori I va reconèixer el desenvolupament, però va afirmar que es va originar a Jerusalem i va arribar a Roma no a través de Constantinoble, sinó a través de Jeroni i el Papa Damàs. De la mateixa manera, Gregori I va reclamar un "origen antic" per permetre als sotsdiaques participar en la missa sense túniques (una pràctica comuna a Constantinoble). Gregori també tenia ganes de distingir el Kyrie Eleison llatí del grec, observant que només els religiosos romans (més que la totalitat de la congregació a l'uníson) ho recitaven, i després van col·locar un Christe Eleison addicional.
Malgrat les seves vehements declaracions públiques, el mateix Gregori I era un agent d'influència romana d'Orient. Com afirma Ekonomou, Gregori "no només reflecteix, sinó que va ser responsable en molts sentits de l'actitud ambivalent de Roma cap a l'Orient". Per exemple, va organitzar una sèrie de processons litúrgiques a Roma per "pal·liar la ira de Déu i alleujar el patiment de la ciutat" per la pesta que va matar el seu predecessor, que s'assemblava molt a processons litúrgiques romanes d'Orient que Gregori I hauria presenciat com apocrisiarius. La mariologia de Gregori I també comporta diverses influències romanes d'Orient. Tanmateix, després de la mort de Gregori I, la influència oriental es va fer més evident i l'adopció de pràctiques romanes d'Orient es va accelerar.
Sergi I va incorporar el costum sirià de cantar l'Agnus Dei i elaborà processons amb cants grecs a la litúrgia romana. Els "interessos teològics més apresos i sofisticats" dels papes grecs també van afegir un nou "punt doctrinal" a les afirmacions de la primacia del pontífex romà, "aguditzat i fixat" per diversos enfrontaments amb l'emperador. Els monjos orientals, si no la societat romana d'Orient en general, en els segles iv i v van considerar Roma com "no només un altre patriarca", sinó com a font única d'autoritat doctrinal. Segons Ekonomou, els Diàlegs "reflecteixen millor l'impacte que l'Est va exercir a Roma i al papat a finals del segle VI", ja que "van donar a homes sants d'Itàlia que formaven part d'una inconfusible tradició hagiogràfica que tenia les arrels al desert egipci i a les coves sirianes".

### Artístic
El període romà d'Orient va veure la desaparició de la majoria de restes d'estil clàssic dels mosaics d'Itàlia, encara que el procés d'aquesta transició és difícil de seguir, sobretot perquè hi ha encara menys mosaics supervivents del període del món de parla grega que a Itàlia. La magnífica seqüència de mosaics a Ravenna va continuar sota l'exarcat, amb els de la basílica de San Vitale (527-548, que abastava el canvi de regla) i la basílica de Sant'Apollinare in Classe (549), però no hi va haver una transició aguda. d'estil és detectable a partir dels produïts sota el regne ostrogot o els emperadors occidentals de les dècades precedents. El Papa grec Joan VII era "amb diferència el patró més destacat de l'estil iconogràfic romà d'Orient", encarregant innombrables obres de "artesans grecs ambulants".
Quatre esglésies a Roma tenen mosaics de sants propers a la celebració de les seves relíquies; tots ells mostren un abandonament de l'il·lusionisme clàssic per a figures de grans ulls que floten a l'espai. Són San Lorenzo fuori le mura (580s), Sant'Agnese fuori le mura (625 - 638), Santo Stefano Rotondo (640s), i la capella de Sant Venanci a la Basílica del Laterà (c. 640)
Els manuscrits il·luminats mostren desenvolupaments similars, però és difícil veure elements específicament romans d'Orient en l'estil medieval emergent dels Evangelis de sant Agustí de c. 595, el primer llibre evangèlic llatí, que probablement va passar per les mans de Gregori I. Les primeres estimacions de la data dels frescs de Castelseprio al nord d'Itàlia, que sens dubte mostren una forta influència romana d'Orient, els posaran en aquest període, però la majoria els erudits els daten molt més tard. S'ha especulat molt, pel que fa a Castelseprio i altres obres, sobre artistes grecs que escapaven de la iconoclàstia a Occident, però hi ha poca o cap prova directa d'això.